# The Bridge Tour
Die The Bridge Tour war eine weltweite Konzerttournee des US-amerikanischen Singer-Songwriters Billy Joel, die der Musiker zur Unterstützung seines 1986 veröffentlichten und namensgebenden Studioalbums The Bridge absolvierte.

## Hintergrund
Die The Bridge Tour startete am 29. September 1986 in Glens Falls und endete über ein Jahr später am 28. November 1987 in Christchurch. Sie beinhaltete insgesamt 150 Konzerte und führte Joel und seine Begleitband durch Nordamerika, Australien, Neuseeland, Asien und Europa. Es war Joels erste Tournee seit über zwei Jahren.
Der Tourneeabschnitt durch Europa im Sommer 1987 wurde von Joel kurz gehalten, beinhaltete jedoch sechs Auftritte in der damaligen Sowjetunion. Damit war Joel der erste US-amerikanische Musiker, der dort Konzerte gab. Der Großteil des dortigen Publikums brauchte lange, um sich an Joels energiegeladene Show zu gewöhnen – etwas, das in anderen Ländern, in denen er aufgetreten war, nie passiert war. Laut Joel erstarrte jedes Mal, wenn die Fans von den hellen Lichtern getroffen wurden, jeder, der Spaß zu haben schien. Darüber hinaus wurden Personen, die „überreagierten“, vom Sicherheitspersonal entfernt. Während eines Konzerts in Moskau am 27. Juli 1987 warf Joel, wütend über die hellen Lichter, sein E-Piano um und zerbrach einen Mikrofonständer, während er weitersang. Später entschuldigte er sich für diesen Vorfall.
Schätzungsweise machten die Konzerte in der Sowjetunion ein Defizit von über eine Million US-Dollar, doch Joel sagte, sie hätten sich allein schon wegen des ihm vom sowjetischen Publikum entgegengebrachten Wohlwollens gelohnt. Seine Erfahrungen während dieser Konzerte, zu denen auch ein Treffen mit einem russischen Clown namens Victor Razinov gehörte, inspirierten Joel zu seinem Lied Leningrad, das er 1989 auf seinem nächsten Album Storm Front veröffentlichte.

## Liveaufnahmen
Konzertaufnahmen seiner sechs Auftritte in der Sowjetunion veröffentlichte Billy Joel 1987 auf seinem Livealbum Концерт.

## Setlist

### Beispiel-Setlist
- Intro (Rhapsody in Blue)
- A Matter of Trust
- Pressure
- You’re Only Human (Second Wind)
- Piano Man
- Scenes from an Italian Restaurant
- Allentown
- Goodnight Saigon
- Don’t Ask Me Why
- Big Man on Mulberry Street
- Baby Grand
- Prelude/Angry Young Man
- An Innocent Man
- What’s Your Name?
- The Longest Time
- Only the Good Die Young
- It’s Still Rock and Roll to Me
- Sometimes a Fantasy
- You May Be Right
- Uptown Girl
- Keeping the Faith
- Back in the USSR
- Big Shot

## Tourdaten
| Nr.                               | Datum               | Stadt               | Land                | Veranstaltungsort                              |
| Leg 1 – Nordamerika               | Leg 1 – Nordamerika | Leg 1 – Nordamerika | Leg 1 – Nordamerika | Leg 1 – Nordamerika                            |
| --------------------------------- | ------------------- | ------------------- | ------------------- | ---------------------------------------------- |
| 1                                 | 29. September 1986  | Glens Falls         | Vereinigte Staaten  | Civic Center                                   |
| 2                                 | 2. Oktober 1986     | Buffalo             | Vereinigte Staaten  | Memorial Auditorium                            |
| 3                                 | 4. Oktober 1986     | Providence          | Vereinigte Staaten  | Civic Center                                   |
| 4                                 | 7. Oktober 1986     | Philadelphia        | Vereinigte Staaten  | Spectrum                                       |
| 5                                 | 8. Oktober 1986     | Philadelphia        | Vereinigte Staaten  | Spectrum                                       |
| 6                                 | 10. Oktober 1986    | Landover            | Vereinigte Staaten  | Capital Center                                 |
| 7                                 | 13. Oktober 1986    | Philadelphia        | Vereinigte Staaten  | Spectrum                                       |
| 8                                 | 15. Oktober 1986    | New York City       | Vereinigte Staaten  | Madison Square Garden                          |
| 9                                 | 17. Oktober 1986    | New York City       | Vereinigte Staaten  | Madison Square Garden                          |
| 10                                | 18. Oktober 1986    | New York City       | Vereinigte Staaten  | Madison Square Garden                          |
| 11                                | 21. Oktober 1986    | Worcester           | Vereinigte Staaten  | Centrum Center                                 |
| 12                                | 22. Oktober 1986    | Worcester           | Vereinigte Staaten  | Centrum Center                                 |
| 13                                | 24. Oktober 1986    | New Haven           | Vereinigte Staaten  | Veterans Memorial Coliseum                     |
| 14                                | 25. Oktober 1986    | New Haven           | Vereinigte Staaten  | Veterans Memorial Coliseum                     |
| 15                                | 26. Oktober 1986    | Richfield           | Vereinigte Staaten  | Coliseum                                       |
| 16                                | 27. Oktober 1986    | Pittsburgh          | Vereinigte Staaten  | Civic Arena                                    |
| 17                                | 29. Oktober 1986    | Richfield           | Vereinigte Staaten  | Coliseum                                       |
| 18                                | 31. Oktober 1986    | Rosemont            | Vereinigte Staaten  | Rosemont Horizon                               |
| 19                                | 1. November 1986    | Rosemont            | Vereinigte Staaten  | Rosemont Horizon                               |
| 20                                | 3. November 1986    | St. Paul            | Vereinigte Staaten  | Civic Center                                   |
| 21                                | 5. November 1986    | Omaha               | Vereinigte Staaten  | Civic Auditorium                               |
| 22                                | 7. November 1986    | Detroit             | Vereinigte Staaten  | Joe Louis Arena                                |
| 23                                | 8. November 1986    | Detroit             | Vereinigte Staaten  | Joe Louis Arena                                |
| 24                                | 14. November 1986   | Provo               | Vereinigte Staaten  | Marriott Center                                |
| 25                                | 15. November 1986   | Denver              | Vereinigte Staaten  | McNichols Sports Arena                         |
| 26                                | 18. November 1986   | Tucson              | Vereinigte Staaten  | Community Center                               |
| 27                                | 19. November 1986   | Tempe               | Vereinigte Staaten  | ASU Activity Center                            |
| 28                                | 21. November 1986   | San Diego           | Vereinigte Staaten  | Sports Arena                                   |
| 29                                | 22. November 1986   | Inglewood           | Vereinigte Staaten  | The Forum                                      |
| 30                                | 24. November 1986   | Oakland             | Vereinigte Staaten  | Coliseum Arena                                 |
| 31                                | 26. November 1986   | Sacramento          | Vereinigte Staaten  | Sports Arena                                   |
| 32                                | 28. November 1986   | Vancouver           | Kanada              | Pacific Coliseum                               |
| 33                                | 1. Dezember 1986    | Portland            | Vereinigte Staaten  | Memorial Coliseum                              |
| 34                                | 2. Dezember 1986    | Tacoma              | Vereinigte Staaten  | Tacoma Dome                                    |
| 35                                | 5. Dezember 1986    | Edmonton            | Kanada              | Northlands Coliseum                            |
| 36                                | 6. Dezember 1986    | Calgary             | Kanada              | Olympic Saddledome                             |
| 37                                | 8. Dezember 1986    | Winnipeg            | Kanada              | Winnipeg Arena                                 |
| 38                                | 11. Dezember 1986   | Toronto             | Kanada              | Maple Leaf Gardens                             |
| 39                                | 13. Dezember 1986   | Ottawa              | Kanada              | Civic Centre                                   |
| 40                                | 14. Dezember 1986   | Montréal            | Kanada              | Forum                                          |
| 41                                | 18. Dezember 1986   | Uniondale           | Vereinigte Staaten  | Nassau Veterans Memorial Coliseum              |
| 42                                | 19. Dezember 1986   | Uniondale           | Vereinigte Staaten  | Nassau Veterans Memorial Coliseum              |
| 43                                | 21. Dezember 1986   | Uniondale           | Vereinigte Staaten  | Nassau Veterans Memorial Coliseum              |
| 44                                | 22. Dezember 1986   | Uniondale           | Vereinigte Staaten  | Nassau Veterans Memorial Coliseum              |
| Leg 2 – Nordamerika               |                     |                     |                     |                                                |
| 45                                | 7. Januar 1987      | Philadelphia        | Vereinigte Staaten  | Spectrum                                       |
| 46                                | 8. Januar 1987      | Philadelphia        | Vereinigte Staaten  | Spectrum                                       |
| 47                                | 11. Januar 1987     | Richfield           | Vereinigte Staaten  | Coliseum                                       |
| 48                                | 12. Januar 1987     | Richfield           | Vereinigte Staaten  | Coliseum                                       |
| 49                                | 15. Januar 1987     | Pittsburgh          | Vereinigte Staaten  | Civic Arena                                    |
| 50                                | 16. Januar 1987     | Buffalo             | Vereinigte Staaten  | Memorial Auditorium                            |
| 51                                | 19. Januar 1987     | Worcester           | Vereinigte Staaten  | Centrum Center                                 |
| 52                                | 20. Januar 1987     | Worcester           | Vereinigte Staaten  | Centrum Center                                 |
| 53                                | 24. Januar 1987     | Philadelphia        | Vereinigte Staaten  | Spectrum                                       |
| 54                                | 26. Januar 1987     | Landover            | Vereinigte Staaten  | Capital Center                                 |
| 55                                | 30. Januar 1987     | Portland            | Vereinigte Staaten  | Cumberland County Civic Center                 |
| 56                                | 1. Februar 1987     | Providence          | Vereinigte Staaten  | Civic Center                                   |
| 57                                | 2. Februar 1987     | Hartford            | Vereinigte Staaten  | Civic Center                                   |
| 58                                | 5. Februar 1987     | Ann Arbor           | Vereinigte Staaten  | Crisler Arena                                  |
| 59                                | 6. Februar 1987     | Louisville          | Vereinigte Staaten  | Freedom Hall                                   |
| 60                                | 8. Februar 1987     | Indianapolis        | Vereinigte Staaten  | Market Square Arena                            |
| 61                                | 10. Februar 1987    | Cincinnati          | Vereinigte Staaten  | Riverfront Coliseum                            |
| 62                                | 12. Februar 1987    | St. Louis           | Vereinigte Staaten  | St. Louis Arena                                |
| 63                                | 13. Februar 1987    | Kansas City         | Vereinigte Staaten  | Kemper Arena                                   |
| 64                                | 15. Februar 1987    | Ames                | Vereinigte Staaten  | Hilton Coliseum                                |
| 65                                | 23. Februar 1987    | Hollywood           | Vereinigte Staaten  | Sportatorium                                   |
| 66                                | 24. Februar 1987    | Hollywood           | Vereinigte Staaten  | Sportatorium                                   |
| 67                                | 27. Februar 1987    | Tampa               | Vereinigte Staaten  | USF Sun Dome                                   |
| 68                                | 28. Februar 1987    | Tampa               | Vereinigte Staaten  | USF Sun Dome                                   |
| 69                                | 2. März 1987        | Tampa               | Vereinigte Staaten  | USF Sun Dome                                   |
| 70                                | 4. März 1987        | Hollywood           | Vereinigte Staaten  | Sportatorium                                   |
| 71                                | 7. März 1987        | Birmingham          | Vereinigte Staaten  | Birmingham-Jefferson Civic Center              |
| 72                                | 11. März 1987       | Memphis             | Vereinigte Staaten  | Mid-South Coliseum                             |
| 73                                | 13. März 1987       | Chattanooga         | Vereinigte Staaten  | Murphy Center                                  |
| 74                                | 16. März 1987       | Columbia            | Vereinigte Staaten  | Carolina Coliseum                              |
| 75                                | 19. März 1987       | Hampton             | Vereinigte Staaten  | Coliseum                                       |
| 76                                | 20. März 1987       | Atlanta             | Vereinigte Staaten  | The Omni                                       |
| 77                                | 21. März 1987       | Atlanta             | Vereinigte Staaten  | The Omni                                       |
| 78                                | 22. März 1987       | Atlanta             | Vereinigte Staaten  | The Omni                                       |
| 79                                | 24. März 1987       | Jacksonville        | Vereinigte Staaten  | Veterans Memorial Coliseum                     |
| 80                                | 26. März 1987       | Charlotte           | Vereinigte Staaten  | Coliseum                                       |
| 81                                | 27. März 1987       | Chapel Hill         | Vereinigte Staaten  | Dean E. Smith Center                           |
| 82                                | 30. März 1987       | Hartford            | Vereinigte Staaten  | Civic Center                                   |
| 83                                | 2. April 1987       | Indianapolis        | Vereinigte Staaten  | Market Square Arena                            |
| 84                                | 9. April 1987       | Reno                | Vereinigte Staaten  | Lawlor Events Center                           |
| 85                                | 11. April 1987      | Paradise            | Vereinigte Staaten  | Thomas & Mack Center                           |
| 86                                | 13. April 1987      | Long Beach          | Vereinigte Staaten  | Long Beach Arena                               |
| 87                                | 16. April 1987      | Houston             | Vereinigte Staaten  | The Summit                                     |
| 88                                | 17. April 1987      | Dallas              | Vereinigte Staaten  | Reunion Arena                                  |
| 89                                | 18. April 1987      | Lafayette           | Vereinigte Staaten  | Cajundome                                      |
| 90                                | 22. April 1987      | Austin              | Vereinigte Staaten  | Frank Erwin Center                             |
| 91                                | 24. April 1987      | St. Louis           | Vereinigte Staaten  | St. Louis Arena                                |
| 92                                | 25. April 1987      | Iowa City           | Vereinigte Staaten  | Carver–Hawkeye Arena                           |
| 93                                | 27. April 1987      | Toledo              | Vereinigte Staaten  | Centennial Hall                                |
| 94                                | 1. Mai 1987         | East Rutherford     | Vereinigte Staaten  | Brendan Byrne Arena                            |
| 95                                | 2. Mai 1987         | East Rutherford     | Vereinigte Staaten  | Brendan Byrne Arena                            |
| 96                                | 4. Mai 1987         | East Rutherford     | Vereinigte Staaten  | Brendan Byrne Arena                            |
| 97                                | 6. Mai 1987         | East Rutherford     | Vereinigte Staaten  | Brendan Byrne Arena                            |
| 98                                | 8. Mai 1987         | East Rutherford     | Vereinigte Staaten  | Brendan Byrne Arena                            |
| 99                                | 9. Mai 1987         | East Rutherford     | Vereinigte Staaten  | Brendan Byrne Arena                            |
| Leg 3 – Australasien              |                     |                     |                     |                                                |
| 100                               | 18. Mai 1987        | Brisbane            | Australien          | Entertainment Centre                           |
| 101                               | 21. Mai 1987        | Sydney              | Australien          | Entertainment Centre                           |
| 102                               | 22. Mai 1987        | Sydney              | Australien          | Entertainment Centre                           |
| 103                               | 25. Mai 1987        | Sydney              | Australien          | Entertainment Centre                           |
| 104                               | 26. Mai 1987        | Sydney              | Australien          | Entertainment Centre                           |
| 105                               | 29. Mai 1987        | Sydney              | Australien          | Entertainment Centre                           |
| 106                               | 30. Mai 1987        | Sydney              | Australien          | Entertainment Centre                           |
| 107                               | 1. Juni 1987        | Melbourne           | Australien          | Sports and Entertainment Centre                |
| 108                               | 2. Juni 1987        | Melbourne           | Australien          | Sports and Entertainment Centre                |
| 109                               | 8. Juni 1987        | Tokio               | Japan               | Yoyogi Olympic Pool                            |
| 110                               | 10. Juni 1987       | Tokio               | Japan               | Yoyogi Olympic Pool                            |
| 111                               | 12. Juni 1987       | Osaka               | Japan               | Ōsaka-jō Hall                                  |
| 112                               | 13. Juni 1987       | Osaka               | Japan               | Ōsaka-jō Hall                                  |
| 113                               | 16. Juni 1987       | Tokio               | Japan               | Yoyogi Olympic Pool                            |
| 114                               | 18. Juni 1987       | Tokio               | Japan               | Yoyogi Olympic Pool                            |
| 115                               | 19. Juni 1987       | Tokio               | Japan               | Yoyogi Olympic Pool                            |
| Leg 4 – Europa                    |                     |                     |                     |                                                |
| 116                               | 5. Juli 1987        | Birmingham          | England             | National Exhibition Centre                     |
| 117                               | 6. Juli 1987        | Birmingham          | England             | National Exhibition Centre                     |
| 118                               | 9. Juli 1987        | London              | England             | Wembley Arena                                  |
| 119                               | 11. Juli 1987       | London              | England             | Wembley Arena                                  |
| 120                               | 12. Juli 1987       | London              | England             | Wembley Arena                                  |
| 121                               | 15. Juli 1987       | London              | England             | Wembley Arena                                  |
| 122                               | 16. Juli 1987       | London              | England             | Wembley Arena                                  |
| 123                               | 26. Juli 1987       | Moskau              | Sowjetunion         | Sportivnyy kompleks Olimpiyskiy                |
| 124                               | 27. Juli 1987       | Moskau              | Sowjetunion         | Sportivnyy kompleks Olimpiyskiy                |
| 125                               | 29. Juli 1987       | Moskau              | Sowjetunion         | Sportivnyy kompleks Olimpiyskiy                |
| 126                               | 2. August 1987      | Leningrad           | Sowjetunion         | Sportivno-kontsertnyy kompleks im. V. I. Lenin |
| 127                               | 3. August 1987      | Leningrad           | Sowjetunion         | Sportivno-kontsertnyy kompleks im. V. I. Lenin |
| 128                               | 5. August 1987      | Leningrad           | Sowjetunion         | Sportivno-kontsertnyy kompleks im. V. I. Lenin |
| Leg 5 – Ozeanien/Pazifischer Rand |                     |                     |                     |                                                |
| 129                               | 12. Oktober 1987    | ʻAiea               | Vereinigte Staaten  | Aloha Stadium                                  |
| 130                               | 17. Oktober 1987    | Adelaide            | Australien          | Thebarton Oval                                 |
| 131                               | 19. Oktober 1987    | Sydney              | Australien          | Entertainment Centre                           |
| 132                               | 21. Oktober 1987    | Sydney              | Australien          | Entertainment Centre                           |
| 133                               | 22. Oktober 1987    | Sydney              | Australien          | Entertainment Centre                           |
| 134                               | 25. Oktober 1987    | Sydney              | Australien          | Entertainment Centre                           |
| 135                               | 26. Oktober 1987    | Sydney              | Australien          | Entertainment Centre                           |
| 136                               | 28. Oktober 1987    | Sydney              | Australien          | Entertainment Centre                           |
| 137                               | 30. Oktober 1987    | Melbourne           | Australien          | Kooyong Stadium                                |
| 138                               | 31. Oktober 1987    | Melbourne           | Australien          | Kooyong Stadium                                |
| 139                               | 3. November 1987    | Perth               | Australien          | Entertainment Centre                           |
| 140                               | 4. November 1987    | Perth               | Australien          | Entertainment Centre                           |
| 141                               | 6. November 1987    | Perth               | Australien          | Entertainment Centre                           |
| 142                               | 9. November 1987    | Melbourne           | Australien          | Kooyong Stadium                                |
| 143                               | 10. November 1987   | Melbourne           | Australien          | Kooyong Stadium                                |
| 144                               | 12. November 1987   | Melbourne           | Australien          | Kooyong Stadium                                |
| 145                               | 13. November 1987   | Melbourne           | Australien          | Kooyong Stadium                                |
| 146                               | 16. November 1987   | Brisbane            | Australien          | Entertainment Centre                           |
| 147                               | 17. November 1987   | Brisbane            | Australien          | Entertainment Centre                           |
| 148                               | 22. November 1987   | Auckland            | Neuseeland          | Mount Smart Stadium                            |
| 149                               | 25. November 1987   | Wellington          | Neuseeland          | Athletic Park                                  |
| 150                               | 28. November 1987   | Christchurch        | Neuseeland          | Lancaster Park                                 |

## Band
- Billy Joel: Gesang, Klavier, Keyboards, Mundharmonika, Gitarre
- Mark Rivera: Saxophon, Flöte, Klarinette, Percussion, Keyboards, Gitarre, Hintergrundgesang
- Doug Stegmeyer: Bass, Hintergrundgesang
- David Brown (September 1986 bis Mai 1987): Gitarre, Gesang
- Kevin Dukes (Mai bis November 1987): Gitarre, Gesang
- Russell Javors: Gitarre, Gesang
- Liberty DeVitto: Schlagzeug, Percussion
- Peter Hewlett: Percussion, Hintergrundgesang
- George Simms: Percussion, Hintergrundgesang